# Mel Tormé
 (janvier 2024).
Si vous disposez d'ouvrages ou d'articles de référence ou si vous connaissez des sites web de qualité traitant du thème abordé ici, merci de compléter l'article en donnant les références utiles à sa vérifiabilité et en les liant à la section « Notes et références ».
 (janvier 2024).
La mise en forme du texte ne suit pas les recommandations de Wikipédia : il faut le « wikifier ».
Les points d'amélioration suivants sont les cas les plus fréquents. Le détail des points à revoir est peut-être précisé sur la page de discussion.
- Les titres sont pré-formatés par le logiciel. Ils ne sont ni en capitales, ni en gras.
- Le texte ne doit pas être écrit en capitales (les noms de famille non plus), ni en gras, ni en italique, ni en « petit »…
- Le gras n'est utilisé que pour surligner le titre de l'article dans l'introduction, une seule fois.
- L'italique est rarement utilisé : mots en langue étrangère, titres d'œuvres, noms de bateaux, etc.
- Les citations ne sont pas en italique mais en corps de texte normal. Elles sont entourées par des guillemets français : « et ».
- Les listes à puces sont à éviter, des paragraphes rédigés étant largement préférés. Les tableaux sont à réserver à la présentation de données structurées (résultats, etc.).
- Les appels de note de bas de page (petits chiffres en exposant, introduits par l'outil «  Source ») sont à placer entre la fin de phrase et le point final[comme ça].
- Les liens internes (vers d'autres articles de Wikipédia) sont à choisir avec parcimonie. Créez des liens vers des articles approfondissant le sujet. Les termes génériques sans rapport avec le sujet sont à éviter, ainsi que les répétitions de liens vers un même terme.
- Les liens externes sont à placer uniquement dans une section « Liens externes », à la fin de l'article. Ces liens sont à choisir avec parcimonie suivant les règles définies. Si un lien sert de source à l'article, son insertion dans le texte est à faire par les notes de bas de page.
- La présentation des références doit suivre les conventions bibliographiques. Il est recommandé d'utiliser les modèles {{Ouvrage}}, {{Chapitre}}, {{Article}}, {{Lien web}} et/ou {{Bibliographie}}. Le mode d'édition visuel peut mettre en forme automatiquement les références.
- Insérer une infobox (cadre d'informations à droite) n'est pas obligatoire pour parachever la mise en page.

Pour une aide détaillée, merci de consulter Aide:Wikification.
Si vous pensez que ces points ont été résolus, vous pouvez retirer ce bandeau et améliorer la mise en forme d'un autre article.
Pour les articles homonymes, voir Tormé.
Melvin Howard “Mel” Tormé est un chanteur, batteur, acteur, compositeur et producteur américain né le 13 septembre 1925 à Chicago, Illinois (États-Unis), décédé le 5 juin 1999 à Los Angeles (Californie). Il a coécrit, avec Bob Wells en 1944 The Christmas Song.

## Biographie
Melvin Howard Tormé est né à Chicago, aux États-Unis, de parents juifs russes immigrants dont le nom de famille était Torma. Enfant prodige, il a fait ses débuts professionnels à l'âge de 4 ans avec le Coon-Sanders Orchestra, en chantant "You're Driving Me Crazy" au restaurant Blackhawk de Chicago.
Il joue de la batterie dans le groupe de l'école primaire Shakespeare. De 1933 à 1941, il intervient dans les émissions de radio The Romance of Helen Trent et Jack Armstrong, the All-American Boy. Il écrit sa première chanson à 13 ans. Trois ans plus tard, sa première chanson publiée, " Lament to Love ", devient un succès pour le chef d'orchestre Harry James.
De 1942 à 1943, il fait partie d'un groupe dirigé par Chico Marx des Marx Brothers. En 1943, Tormé fait ses débuts au cinéma aux côtés de Frank Sinatra dans la comédie musicale Amour et Swing. Son apparition dans la comédie musicale Good News en 1947 fait de lui une idole des adolescents.
En 1944, il forme le quintette vocal Mel Tormé and His Mel-Tones, sur le modèle de Frank Sinatra et The Pied Pipers. Les Mel-Tones, qui comprennent Les Baxter et Ginny O'Connor, connaissent quelques succès avec le groupe d'Artie Shaw et à eux seuls, notamment avec "What Is This Thing Called Love ?" de Cole Porter. Les Mel-Tones ont été parmi les premiers groupes vocaux influencés par le jazz, ouvrant la voie plus tard aux Hi-Los (en), aux Four Freshmen et à Manhattan Transfer. 
Il a été marié avec l'actrice britannique Janette Scott entre 1966 et 1977.

## Filmographie

### comme acteur
- 1943 : Amour et Swing (Higher and Higher) : Marty
- 1944 : Ghost Catchers : Drummer
- 1944 : Pardon My Rhythm : Ricky O'Bannon
- 1944 : Resisting Enemy Interrogation : American Pilot
- 1945 : Let's Go Steady : Streak Edwards
- 1945 : Junior Miss : Sterling Brown
- 1945 : The Crimson Canary : Drums Dubber
- 1946 : Janie Gets Married : Dick's Buddy
- 1947 : Vive l'amour (Good News) : Danny
- 1950 : Jamais deux sans toi (Duchess of Idaho) de Robert Z. Leonard : Cyril, the Bellhop
- 1951 : TV's Top Tunes (série télévisée) : Co-host (1951)
- 1953 : Summertime U.S.A. (série télévisée) : Regular
- 1957 : The Comedian (TV) : Lester Hogarth
- 1958 : La Cible parfaite (The Fearmakers) : Barney Bond
- 1959 : Le Témoin doit être assassiné (The Big Operator) : Fred McAfee
- 1959 : Girls Town : Fred Alger
- 1960 : Walk Like a Dragon : The Deacon
- 1960 : La Vie privée d'Adam et Ève (The Private Lives of Adam and Eve) : Hal Sanders
- 1968 : Le Virginien (TV) : saison 6 épisode 24 (The Handy Man (Un Homme à tout faire)) :Jim
- 1978 : Land of No Return : Zak O'Brien
- 1988 : SOS Daffy Duck (Daffy Duck's Quackbusters) : Daffy Duck (singing) (voix)
- 1991 : Y a-t-il un flic pour sauver le président ? : Lui-même (Caméo)
- 1992 : Bugs Bunny's Creature Features (TV) : Daffy Duck (singing) (voix)
- 1995 : The Magic of Christmas (TV) : Host
- 1995 : Seinfeld (TV) : épisode 19 : The jimmy : Lui-même.
- 1996 : Sliders : Les Mondes parallèles : épisode 10:Un monde incorruptible (titre original : "Greatfellas" ): Lui-même.

### comme compositeur
- 1960 : Walk Like a Dragon

### comme producteur
- 1971 : It Was a Very Good Year (série télévisée)